# Blankenborn
Blankenborn ist ein Stadtteil und ein Ortsbezirk von Bad Bergzabern im Landkreis Südliche Weinstraße im Süden von Rheinland-Pfalz. Bis 1971 war er eine selbständige Gemeinde.

## Geographie

### Lage
Das Dorf Blankenborn liegt im Wasgau, wie der Südteil des Pfälzerwaldes auch genannt wird, im sogenannten Blankenborner Talkessel. Dieser gehört zum Abtswald. Der Ort liegt abseits von der fünf Kilometer weiter südöstlich gelegenen Kernstadt von Bad Bergzabern. Die ehemalige Gemeinde hatte eine Fläche von 172,06 Hektar.

### Erhebungen und Gewässer
Der Ort liegt am südlichen Fuß des 487 Meter hohen Abtskopfs. Südöstlich erstreckt sich der 401 m ü. NHN hohe Querenberg. Das Blankenborner Tal wird vom Anbach durchflossen, der in seinem Unterlauf die Gemarkungsgrenze zu Birkenhördt bildet.

## Geschichte
Blankenborn wurde 1304 erstmals urkundlich erwähnt. Bis zum Ende des 18. Jahrhunderts gehörte die Gemeinde zur Kurpfalz; innerhalb dieser unterstand sie dem Oberamt Germersheim sowie dem Stift Klingenmünster und der Kellerei Pleisweiler.
Von 1798 bis 1814, als die Pfalz Teil der Französischen Republik (bis 1804) und anschließend Teil des Napoleonischen Kaiserreichs war, war Blankenborn in den Kanton Annweiler eingegliedert und unterstand der Mairie Birkenhördt. 1815 hatte die Gemeinde insgesamt 114 Einwohner. Im selben Jahr wurde der Ort Österreich zugeschlagen. Bereits ein Jahr später  wechselte der Ort in das Königreich Bayern. Ab 1817 gehörte Blankenborn zum Kanton Bergzabern. Von 1818 bis 1862 war die Gemeinde Bestandteil des Landkommissariats Bergzabern, das anschließend in ein Bezirksamt umgewandelt wurde.
1939 wurde der Ort in den Landkreis Bergzabern eingegliedert. Nach dem Zweiten Weltkrieg wurde die Gemeinde innerhalb der französischen Besatzungszone Teil des damals neu gebildeten Landes Rheinland-Pfalz. Im Zuge der ersten rheinland-pfälzischen Verwaltungsreform wechselte der Ort am 7. Juni 1969 in den neu geschaffenen Landkreis Landau-Bad Bergzabern, der 1978 in Landkreis Südliche Weinstraße umbenannt wurde. Die bis dahin eigenständige Gemeinde Blankenborn mit damals 162 Einwohnern wurde zum 20. März 1971 in die Stadt Bad Bergzabern eingemeindet.

## Religion
In Blankenborn befindet sich einer der katholischen und somit konfessionellen Friedhöfe im Bistum Speyer.

## Politik
Der Ortsteil Blankenborn ist der einzige Ortsbezirk der Stadt Bad Bergzabern und verfügt über einen eigenen Ortsbeirat sowie einen Ortsvorsteher.
Der Ortsbeirat besteht aus drei Mitgliedern, die bei der Kommunalwahl am 9. Juni 2024 in einer Mehrheitswahl gewählt wurden, und der ehrenamtlichen Ortsvorsteherin als Vorsitzender.
Sandra Buschmann wurde am 15. August 2024 Ortsvorsteherin von Blankenborn. Da bei der Direktwahl am 9. Juni 2024 kein Wahlvorschlag eingereicht wurde, oblag die Neuwahl des Ortsvorstehers gemäß rheinland-pfälzischer Gemeindeordnung dem Rat, der sich auf seiner konstituierenden Sitzung für Sandra Buschmann entschied.
Buschmanns Vorgänger Markus Johannes Hirsch hatte das Amt seit September 2019 inne. Zuvor waren Michael Nauth (Amtszeit 2009–2019) und Bernhard Hülswitt (1999–2009) Ortsvorsteher von Blankenborn.

## Kultur und Sport

### Kulturdenkmäler
Vor Ort befinden sich insgesamt vier Objekte, die unter Denkmalschutz stehen, darunter die in der Dorfmitte befindliche, 1765 erbaute Kirche St. Bartholomäus mit einer barocken Orgel von Franz Bernhard Ignatius Seuffert.

### Vereine
Im Ort ist ein Tischtennisverein beheimatet.

## Wirtschaft und Infrastruktur

### Verkehr
Die Kreisstraße 12 verbinden Blankenborn mit dem Straßennetz; Durchgangsverkehr existiert nicht.
Der Ort ist außerdem über die Buslinie 525 des Verkehrsverbundes Rhein-Neckar, die von Bad Bergzabern nach Annweiler am Trifels verläuft, an das Nahverkehrsnetz angeschlossen. Zur Bedienung des Ortes wird dabei eine Stichfahrt unternommen. Nächstgelegener Bahnhalt ist Bad Bergzabern.

### Tourismus
Umschlossen wird der Ort von Wanderwegen. Den westlichen Rand der Gemarkung streift ein solcher, der mit einem blauen Kreuz markiert ist.

## Persönlichkeiten
- Heinrich Cramer (1866–1927), Regierungsdirektor, höchster pfälzischer Forstbeamter